# 眼球運動

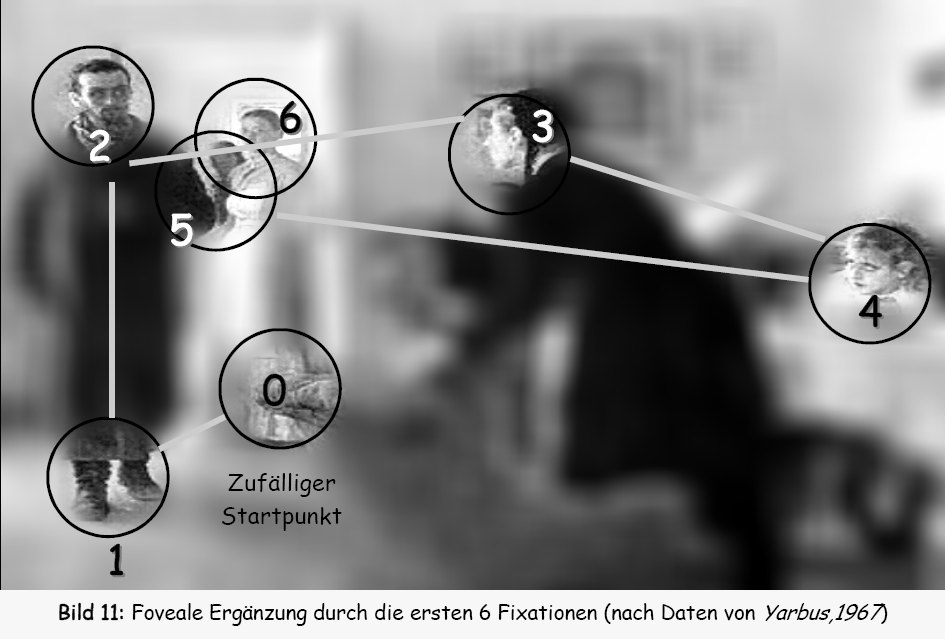
2秒間の間に写真の上を移動する眼球運動の例。

眼球運動（がんきゅううんどう、英: Eye movement(英語版)）とは、意図的あるいは無意識的に生じる眼の動きを指す。多くの生物（霊長類、齧歯類、ハエ、鳥類、魚類、ネコ、カニ、タコなど）は、視覚対象を注視・検査・追跡する際に眼球運動を用いる。特に、急速眼球運動（Rapid Eye Movement, REM）はレム睡眠中に起こる現象である。
眼は人体の視覚器官であり、６本の筋肉によって動かされる。網膜は視細胞を含む特殊化組織で、光を感知し、それを電気化学的信号へと変換する。これらの信号は視神経線維を通じて脳へ送られ、視覚野で映像として解釈される。
霊長類や多くの脊椎動物は、対象物を追跡するために以下の３種類の随意的眼球運動を用いる。
- 滑動性追跡眼球運動（smooth pursuit）[1]
- 輻輳散開運動（vergence shifts）[1]
- 衝動性眼球運動（サッケード、saccades）[2]

これらの運動は、前頭葉の小さな皮質領域によって開始されると考えられている。この仮説は、前頭葉を切除した場合でも、動く光源に対する反射的眼球運動は保持される一方で、随意的制御のみが失われるという実験結果から支持されている。

## 解剖学

### 筋肉
眼球運動を担う眼筋（がんきん）は6本あり、これらは眼窩内の共通腱輪（ジンヌス輪）から起始し、眼球に停止する。6筋は外側直筋、内側直筋、下直筋、上直筋、下斜筋、上斜筋である。収縮時には眼球を筋の付着方向へ引き、弛緩時には元に戻すことで運動を生じさせる。たとえば、外側直筋が収縮すると眼球は外側へ（外転）向き、内側直筋は内側へ（内転）向かせる。下直筋は下方かつ外側、上直筋は上方かつ外側への動きを、上斜筋は下方かつ内側への動きを、下斜筋は上方かつ外側への動きをそれぞれ担う。
- 外側直筋による眼球運動、上面図
- 内側直筋による眼球運動、上面図
- 下直筋による眼球運動、上面図
- 上直筋による眼球運動、上面図
- 上斜筋による眼球運動、上面図
- 下斜筋による眼球運動、上面図
- 前面図

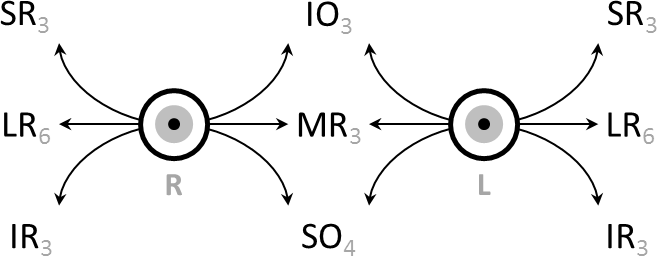
外眼筋の動作と頭蓋神経の支配（下付き文字）を示す模式図。

眼球運動は三対の拮抗筋対によって制御される。これらは外側直筋・内側直筋、上直筋・下直筋、上斜筋・下斜筋であり、水平面・鉛直面・回旋面の三軸方向の運動を担う。水平運動（内転・外転）は外側直筋と内側直筋のみで行われ、内側直筋が内転、外側直筋が外転を担う。鉛直運動（上転・下転）には直筋群と斜筋群が協調して働き、眼球の水平位置によってそれぞれの寄与度が変化する。正視位（見る方向を正面としたとき）では、上転は上直筋と下斜筋、下転は下直筋と上斜筋によって生じる。眼球が外転位にある場合は直筋群が主に鉛直運動を担い、上転は上直筋、下転は下直筋によって行われる。眼球が内転位にある場合は斜筋群が主に鉛直運動を担い、上転は下斜筋、下転は上斜筋によって行われる。斜筋群はまた、眼球の回旋運動（眼頂部を内側へ回す求心回旋(intorsion)、外側へ回す遠心回旋(extorsion)）の主動筋でもある。
眼外筋は主に動眼神経（第III脳神経）によって支配されるが、上斜筋は滑車神経（第IV脳神経）、外側直筋は外転神経（第VI脳神経）によって支配される。

### 神経解剖学
随意的および不随意的な眼球運動はいずれも最終的には大脳皮質および脳幹からの制御を受ける。眼外筋へ信号を伝える脳神経は三つあり、動眼神経が大部分の筋肉を、滑車神経が上斜筋を、外転神経が外側直筋を制御する。
眼球運動には、運動を発生させる筋肉以外にも、視覚情報の意識的知覚や対象追跡に関わる多くの脳領域が寄与している。例えば、追跡運動の開始・維持には前頭眼野や上丘（中脳被蓋部），反射的眼球運動には脳幹網様体などが関与する。
- 脳
  - 大脳皮質
    - 前頭葉 - 前頭眼野（Frontal Eye Fields; FEF）、内側眼野（Medial Eye Fields; MEF）、補足眼野（Supplementary Eye Fields; SEF）、背内側前頭皮質（Dorsomedial Frontal Cortex; DMFC）
    - 頭頂葉 - 外側頭頂皮質（Lateral Intraparietal Cortex; LIP）、中側頭頂野（Middle Temporal Area; MT）、内側上側頭野（Medial Superior Temporal Area; MST）
    - 後頭葉
      - 視覚野（Visual Cortex）

  - 小脳[8]
- 中脳
  - 前視蓋野（Pretectal Area）- 前視蓋核（Pretectal Nuclei）
  - 上丘（Superior Colliculus; SC）
  - 網様体前運動核（Premotor Nuclei in the Reticular Formation; PMN）
    - 内側縦束吻上部間質核（Rostral Interstitial Nucleus of the Medial Longitudinal Fasciculus; riMLF）

  - 第III脳神経核（動眼神経核）
  - 第IV脳神経核（滑車神経核）
- 橋
  - 傍正中橋網様体（Paramedian Pontine Reticular Formation; PMRF）
  - 舌下神経前位核（Nucleus Prepositus Hypoglossi）
  - 前庭神経核（Vestibular Nuclei）
  - 第VI脳神経核（外転神経核）
- 内側縦束（Medial Longitudinal Fasciculus）

## 生理学
眼球運動は、以下の2つの分類基準に従って分類される。
- 片眼あるいは両眼の関与に基づく分類
  - 片眼が関与する場合は「ダクション(duction)」と呼ばれ、両眼が関与する場合は、同一方向への運動を「バージョン(version)」、互いに逆方向となる運動（輻輳開散運動）を「バージェンス(vergence)」と呼ぶ[9][10]。
- 固視運動、視線安定化運動、視線移動運動による機能的分類：
  - 視線安定化運動には前庭動眼反射や視機性眼球反応(optokinetic response, OKR)が含まれる。
  - 視線移動運動にはサッケード（衝動性眼球運動）や追跡眼球運動（滑動性追跡眼球運動）が含まれる

輻輳運動および開散運動は、注視対象の像が両網膜上の対応部位に正確に投影されるよう、両眼を内側または外側に動かす運動であり、物体の奥行き知覚に寄与する。
追跡眼球運動、または滑動性追跡眼球運動は、移動する対象を追跡し、その像を中心窩上に維持するために行われる滑らかな眼球運動である。

### サッケード
眼は完全には静止しておらず、ある一点を固視している時でさえ、固視微動（fixational eye movement）と呼ばれる頻繁な眼球運動を行っている。この運動の理由は、視細胞と神経節細胞に関連している。一定の視覚刺激は視細胞や神経節細胞を不応答にさせることがあるのに対し、変化する刺激ではそうはならないようである。そのため、眼球運動は視細胞および神経節細胞に当たる刺激を絶えず変化させ、それによって像をより鮮明にしている。
サッケード（Saccades）は、視界を走査する際に用いられる、急速な眼球運動である。個々のサッカードの間、眼は可能な限り速く動き、その速度を注視点の間で意識的に制御することはできない。それぞれの運動は数分（角度）の大きさを持ち、1秒間に約3〜4回という規則的な間隔で発生する。サッケードの主な用途の一つは、眼の持つ高解像度の中心窩で、より広い領域を走査することである。
サッケードには主に2つの機能がある。1つは、ある眼球の位置から別の位置へできるだけ速く移動させることである。もう1つは移動した新たな眼球の位置を維持し続けることである。Robinsonの仮説（パルス・ステップ支配）では前者をパルスといい、後者をステップという。ステップ信号は神経積分器によるパルスの積分からなる。ステップ信号がないと眼球はサッケードはおこすが、サッケードの後に位置を保持できず正中位に後戻りする。水平方向のパルスは橋にある傍正中橋網様体（paramedian pontine reticular formation、PPRF）で作られ、垂直方向のパルスは中脳にある内側縦束吻側間質核（rostral interstitial nucleus of medial longitudinal fasciculus、riMLF）で作られる。水平方向のステップは前庭神経内側核（MVN）と舌下神経前位核でPPRFのパルスを積分することで作られる。垂直方向のステップはカハール間質核（interstitial nucleus of Cajal、INC）でパルスを積分することで作られる。riMLFとINCと外眼筋眼球運動神経核の運動ニューロンの投射は上向きサッケードと下向きサッケードで異なることに注意が必要である。また共同運動を行うための左右の連絡は水平方向では内側縦束（medial longitudinal fasciculus、MLF）であり、垂直方向では後交連（posterior commissure、PC）である。

### 前庭動眼系
網膜上に結像された画像の位置が毎秒数度を超える速度で移動する場合、脳の視覚系は処理が追いつかない。したがって、頭部が動いている最中に物を見るためには、網膜上に結ばれた像の位置を安定させるために眼球を動かすことで頭部の動きを補正する必要がある。前庭動眼反射では、三半規管によって知覚された頭部の角速度の情報を不随意的な眼球運動に変換することで、この補正を実現している。

## シーンビューイング（場面観察）
場面観察における眼球運動とは、場面（シーン）として提示された情報の視覚的処理を指す。この分野の研究における中心的な側面は、眼球運動を眼の急速な動き（サッカード）と、ある一点に眼の焦点を合わせること（固視）に分類することである。場面観察における眼球運動には、観察者の課題や知識（トップダウン要因）と、見ている画像の特性（ボトムアップ要因）を含むいくつかの要因が影響を与えうる。一般的に、場面を提示されると、観察者は画像を見始める初期段階では短い固視時間と長いサッカード振幅を示す。これに続いて、場面観察処理の後期段階では、より長い固視とより短いサッカードが見られる。また、場面観察における眼球運動の挙動は、認知発達のレベルによって異なることも判明しており、年齢が上がるにつれて固視時間は短縮し、サッカード振幅は増大すると考えられている

### 空間的変動 (Spatial variation)
眼球運動がどこを固視するかは、ボトムアップ要因とトップダウン要因の両方に影響される。場面を最初に一瞥することさえ、その後の眼球運動に影響を与える。ボトムアップ要因では、輝度の大きなコントラストやエッジ密度の高さといった、画像内の特徴の局所的なコントラストや顕著性が、眼球運動の誘導に影響を与えることがある。しかし、場面のトップダウン要因の方が、眼がどこを固視するかにより大きな影響を与える。より意味のある特徴を含む領域や、色が物体の識別に役立つ領域は、眼球運動に影響を与えうる。以前に示された画像と関連のある画像も影響を及ぼすことがある。また、言語で聞きながら同時に見ることで、眼球運動はその対象物へと誘導されうる。異文化間では、西洋人は場面の中の焦点となる物体に集中する傾向があるのに対し、東アジア人は文脈情報により注意を払うことが判明している。

### 時間的変動 (Temporal variation)
平均固視時間は約330ミリ秒であるが、この概算値には大きなばらつきがある。このばらつきは、主に画像の特性と実行中の課題によるものであり、ボトムアップ処理とトップダウン処理の両方に影響を与える。固視中の画像のマスキングや輝度の低下といった他の劣化（ボトムアップ処理に影響する要因）は、固視時間を増加させることが判明している。しかし、これらの要因で画像を強調することもまた、固視時間を増加させる。トップダウン処理に影響を与える要因（例：ぼかし）は、固視時間を増加させることも減少させることも判明している。

## 疾患

### 症状
- 眼球運動障害のある患者は、複視、眼振、視力低下、または眼の斜視による外見上の問題を訴えることがある。

### 原因
- 神経支配の異常
  - 核上性
  - 核性
  - 神経
  - シナプス
- 筋肉の異常
  - 発達異常（例：肥大、萎縮・ジストロフィー）
  - 付着異常
  - 斜視矯正手術に続発する瘢痕化
  - 筋疾患（例：重症筋無力症）
- 眼窩の異常
  - 腫瘍（例：横紋筋肉腫）
  - 眼球後方の過剰な脂肪（例：甲状腺疾患）
  - 骨折
  - チェック靱帯（例：ブラウン症候群、または上斜筋腱鞘症候群）

### 特定の疾患
- 先天性第四脳神経麻痺（先天性滑車神経麻痺）
- デュアン症候群
- 核間性眼筋麻痺
- 眼振
- 眼筋麻痺
- オプソクローヌス
- 第六脳神経麻痺（外転神経麻痺）

## 用語
以下の用語は眼球運動を記述するために用いられることがある。
- 内方回旋 (Incyclotorsion)
  - 眼の上斜筋によって媒介される、眼の内側へのねじれ（回転）運動を指す用語。上斜筋は第四脳神経（滑車神経）によって神経支配されている。内方回旋は、患者が動眼神経麻痺を有する場合の眼の状態の一部を記述するためにも用いられることがある。動眼神経（第三脳神経）は下斜筋（および他の4つの眼筋―上直筋、内直筋、下直筋、上眼瞼挙筋の横紋筋）を支配しており、この神経が機能しない場合（動眼神経麻痺など）、眼は内方回旋する。すなわち、内側にねじれ／回転する
- 外方回旋 (Excyclotorsion)
  - 眼の下斜筋によって媒介される、眼の外側へのねじれ（回転）運動を指す用語。下斜筋は第三脳神経（動眼神経）によって神経支配されている。外方回旋は、患者が第四脳神経（滑車神経）麻痺を有する場合の眼の状態または条件を記述するためにも用いられることがある。滑車神経は上斜筋を支配しており、この筋肉が機能しない場合（滑車神経麻痺など）、眼は外方回旋する。すなわち、外側にねじれ／回転する。この外方回旋は、原田-伊藤法を用いた手術によって矯正されうる[30]。
- 共同運動 (version) 両眼が同期的かつ対称的に同じ方向に動く眼球運動[31]。例として以下が挙げられる。

1. 右方視 (Dextroversion / right gaze)
2. 左方視 (Laevoversion / left gaze)
3. 上方視 (Sursumversion / elevation / up gaze)
4. 下方視 (Deorsumversion / depression / down gaze)
5. 右上視 (Dextroelevation / gaze up and right)
6. 右下視 (Dextrodepression / gaze down and right)
7. 左上視 (Laevoelevation / gaze up and left)
8. 左下視 (Laevodepression / gaze down and left)
9. 右方回旋共同運動 (Dextrocycloversion) – 眼の上端が右に回転する

## 参照
- 眼球運動-脳科学辞典